# Área micropolitana de Bishop
El área micropolitana de Bishop,  y oficialmente como Área Estadística Micropolitana de Bishop, CA µSA  tal como lo define la Oficina de Administración y Presupuesto, es un Área Estadística Micropolitana centrada en la ciudad de Bishop en el estado estadounidense de California. El área micropolitana tenía una población en el Censo de 2010 de 18.546 habitantes, convirtiéndola en la 560.º área micropolitana más poblada de los Estados Unidos. El área micropolitana de Bishop comprende el condado de Inyo, siendo Bishop la ciudad más poblada.

## Geografía
El área micropolitana de Bishop se encuentra ubicada en las coordenadas 36°35′N 117°29′O / 36.59, -117.48.

## Composición del área micropolitana

### Ciudades
Bishop 

#### Lugares designados por el censo
Big Pine |
Cartago |
Darwin |
Dixon Lane-Meadow Creek |
Furnace Creek |
Homewood Canyon |
Independence |
Keeler |
Lone Pine |
Mesa |
Olancha |
Pearsonville |
Round Valley |
Shoshone |
Tecopa |
Trona |
Valley Wells |
West Bishop |
Wilkerson 